# قرار مجلس الأمن التابع للأمم المتحدة رقم 58
قرار مجلس الأمن التابع للأمم المتحدة رقم 58، تم تمريره في 28 سبتمبر 1948. وقد انضم الاتحاد السويسري لتوه إلى محكمة العدل الدولية ولكنه لم يكن عضوا في الأمم المتحدة بعد، وطُلب من المجلس تقديم توصيات. أوصى المجلس بأن يُسمح لسويسرا وأي دولة أخرى يجب أن تجد نفسها في هذا المنصب بالمشاركة في جميع عناصر الجمعية العامة المتعلقة بمحكمة العدل الدولية بما في ذلك ترشيح أعضاء جدد، والانتخابات، إلخ.
وأوصى المجلس أيضا بأن يُطلب من تلك الدول دفع المستحقات التي تساهم في نفقات المحكمة، وإذا فشلت في ذلك (ما لم يكن لتلك الدولة عذر اعتبرته الجمعية العامة)، فلا ينبغي السماح لها بالمشاركة في الجمعية بأي شكل من الأشكال حتى دفع الرصيد.
وذكر رئيس المجلس أن القرار اتخذ بالإجماع في حالة عدم اعتراض أي من أعضائه.